# Idioma achí
El achi es un idioma mayense relacionado con el idioma quiché (k'iche'), con núcleo original en los municipios de Cubulco, Rabinal, San Miguel, Salamá, San Jerónimo, parte de Granados y el Chol; todos los anteriores pertenecientes al departamento guatemalteco de Baja Verapaz.

## Dialectos
El idioma achi posee dos sobresalientes dialectos: Achi de Cubulco y Achi de Rabinal.

### Achi, Cubulco
Dialecto hablado en Cubulco, que posee los siguientes nombres alternativos:
- Achi, Cubulco
- Cubulco
- Cubulco Achi
- Kub'u:l
- Kub'u:l Achi
- Achi, Cubulco

### Achi, Rabinal
Dialecto hablado en Rabinal, que posee los siguientes nombres alternativos:
- Achi, Rabinal
- Chicaj Achi
- Rabinal
- Rab'ina:l
- Rab'ina:l Achi
- Rabinal Achi
- Rabinal K'iche'
- Rabinal Quiché
- Salama Achi
- San Jerónimo Achi
- San Miguel Chicaj Achi

## Alfabeto maya achi
Comprende los siguientes 30 fonemas:
aa' a b' ch' ch ee e ii i j k k' l m n oo o p q q' r s t t' tz tz' u uu w x y (')

## Vocabulario
Cómo decir "Hola":
- [para hombre] Xla, ta
- [para mujer] Xla, nan
- Sa' ri u'anoom laa

Cómo decir "Bienvenido":
- [entrando o llegando a persona de la misma edad] Chatoku loq pajaa
- [entrando o llegando a persona mayor] Chok uloq laa.
- [bienvenido (a)] Utzilaj k'uneem

Cómo decir "Buenos días":
- Utzilaj aniim

Cómo decir "Buenas tardes":
- Utzilaj xe'ek q'iij

Cómo decir "Adiós":
- [dicho para una persona saliendo] Kin eek
- [dicho para una persona saliendo] Kin eek naa.
- Chawila awib

Cómo responder al anterior:
- Maltyox, wila' awiib' chik

Cómo decir "Gracias":
- Maltyox chawe

Cómo decir "¿Cuál es tu nombre?":
- Wach a bi, yet?
- Sa' ri ab'i'?

Cómo decir "No":
- N...taj

Cómo decir "Te quiero":
- K'ax katinna'o
- Kat waaj

Números:
- 1: Jun
- 2: Ka'ib'/Queb'
- 3: Oxib'
- 4: Kajib'
- 5: Wo'oob'/Jo'ob'
- 6: waqib'
- 7: wuqub'
- 8: Wajxaqiib'
- 9: B'elejeeb'
- 10: Lajuj